# Кировский мост (Самара)
Кировский мост — вантовый мост через реку Самару в городе Самаре, открытый в 2014 году.
Выход на мост со стороны города осуществляется с проспекта Кирова.
Генподрядчиком строительства было ЗАО «Волгаспецстрой». После начала процедуры банкротства «Волгаспецстроя» новым подрядчиком стало ООО «Самаратрансстрой». Открытие моста переносилось несколько раз.
10 октября 2014 года в присутствии губернатора Самарской области Николая Меркушкина и министра транспорта Российской Федерации Максима Соколова состоялось открытие моста. Движение было открыто на участке от проспекта Кирова до автодороги Белозёрки—Чёрновский—Николаевка 
Через два года была достроена дорожная развязка, соединяющая мост с обводной дорогой Самары в Волжском районе.
Из-за отклонений от проектной документации построенный мост долго не получал разрешение на ввод в эксплуатацию. Ростехнадзор неоднократно обращался в суд, который штрафовал Министерство транспорта Самарской области за эксплуатацию недостроенного объекта. Окончательно Кировский мост был введён в эксплуатацию в декабре 2017 года.

## Экологические последствия
Министерство транспорта и автомобильных дорог Самарской области оценило нанесённый строительством моста ущерб природе. Он составил 208236 мальков сазана и 63048 мальков стерляди.